# Kettős éles ékezet
A kettős éles ékezet ( ˝ ) egy diakritikus jelölés, ami a latin írásmódban csak a magyar ábécében található meg (emellett a cirill ábécében a csuvas nyelv használja). A tipográfiában a típust többnyire hungarumlaut néven nevezik.

## Használata a magyar nyelvben
Az irodalmi magyar nyelvben 14 magánhangzó van, amik rövidek (a, e, i, o, ö, u, ü), illetve hosszúak (á, é, í, ó, ő, ú, ű) lehetnek. Az a, e, i, o, u hosszú változatai szimpla éles ékezettel írandók, míg az umlautos betűk (ö, ü) hosszú változatai egyszerűen két éles ékezettel írandók (az idézőjelhez vagy a másodperc jeléhez hasonlóan), ahelyett hogy umlautot + szimpla éles ékezetet (ǘ) alkalmaznánk. A Magvető Könyvkiadó logójában a kettős éles ékezet tipografikus eszköz: m̋.

## Használata a cirill ábécében
A csuvas nyelv cirill írásmódot használ, és az ábécét számos betűvel egészítették ki, többek között a Ӳ, ӳ betűkkel, ami az Ű-nek felel meg latin írásban, azonban ez valószínűleg a kézírásból lett átvéve.

## Egyéb használat
Használják még a nemzetközi fonetikus ábécében, többek között a szlovák fonetikában. Az Ő ritkán előfordul a feröeri nyelvben is, az ø helyett.

## Kézírás
Azokban a nyelvekben, ahol van ö, ü, ä, ë betű, a kézírásnál nem két pontot, hanem két éles ékezetet írnak, hasonlóan a magyar ő, ű kézzel írt változatához. A magyar kézírásban, hogy meg lehessen különböztetni a kettős éles ékezetet az umlauttól, úgy jelölik, ahogyan a gépírásban (¨), vagy szabálytalanul, makronnal (¯). Ezt a szabálytalan jelölésmódot gerendázásnak is nevezik.

## Története Magyarországon
A magánhangzók hossz-jelölése a magyar írásban először a 15. században jelent meg, a huszita írással összefonódva. Először az á és az é betűk voltak használatban, majd később az í, ó, ú betűk is megjelentek, de az ö és az ü betűk hosszú változata a 18. századig nem jelent meg. A 18. századig, a nyelvújítás előtt az umlaut+szimpla éles ékezet ǘ forma volt jelen néhány iratban. Azonban a kettős ékezet sokkal esztétikusabbnak látszott, és a 19. századi nyomdászok vezették be.

## Problémák
A Unicode elterjedése, általánossá válása előtt az alábbi problémák gyakrabban jelentkeztek. Manapság egyre ritkábbak.
Az informatikai világban előfordul, hogy a külföldi oldalakról letöltött vagy vásárolt betűtípus nem tartalmazza a kettős éles ékezetes betűket, mivel csak nagyon kevesen használják.
Ha egy közép-európai kódolású (ISO 8859-2, avagy Latin-2) szöveg nyugat-európai kódolásban (ISO 8859-1, avagy Latin-1) kerül megjelenítésre, akkor ~ vagy ^ kerül a kettős ékezet helyére (hullámos ő: õ, kalapos ű: û). Sok régebbi operációs rendszer (pl. angol nyelvű MS-DOS vagy korábbi Windows-verziók) egyáltalán nem támogatta az ő és ű betűket.

## Technikai információk
Az Ő és az Ű is támogatott az ISO 8859-2 és a Unicode karakterkészletekben.
| Codepoint  | 0xD5 | 0xF5 | 0xDB | 0xFB |
| ISO 8859-1 | Õ    | õ    | Û    | û    |
| ISO 8859-2 | Ő    | ő    | Ű    | ű    |

### Unicode
A dupla éles ékezet összes előfordulása a Unicode 4.1 szabványban:
| Ő | &#336;  | U+0150 | LATIN CAPITAL LETTER O WITH DOUBLE ACUTE    |
| ő | &#337;  | U+0151 | LATIN SMALL LETTER O WITH DOUBLE ACUTE      |
| Ű | &#368;  | U+0170 | LATIN CAPITAL LETTER U WITH DOUBLE ACUTE    |
| ű | &#369;  | U+0171 | LATIN SMALL LETTER U WITH DOUBLE ACUTE      |
| ˝ | &#733;  | U+02DD | DOUBLE ACUTE ACCENT                         |
| ˶ | &#758;  | U+02F6 | MODIFIER LETTER MIDDLE DOUBLE ACUTE ACCENT  |
| ̋  | &#779;  | U+030B | COMBINING DOUBLE ACUTE ACCENT               |
| Ӳ | &#1266; | U+04F2 | CYRILLIC CAPITAL LETTER U WITH DOUBLE ACUTE |
| ӳ | &#1267; | U+04F3 | CYRILLIC SMALL LETTER U WITH DOUBLE ACUTE   |
| ᐥ | &#5157; | U+1425 | CANADIAN SYLLABICS FINAL DOUBLE ACUTE       |